# Opera (premetrostation)
Opera is een Antwerps premetrostation onder De Leien, ter hoogte van de Teniersplaats (vlak bij het gebouw van de Vlaamse Opera). 
Het station werd geopend op 25 maart 1975 samen met de stations Meir en Groenplaats. Dit zijn de 3 oudste stations.
Tot 8 december 2019 waren enkel de Oost-West perrons op niveau -2 in gebruik.
Tussen 1 september 2016 en 8 december 2019 werd het station verbouwd tot kruisstation en werd het in gebruik zijnde deel grondig gerenoveerd. 
Opera is het grootste van de Antwerpse premetrostations.
Na het station ligt er in oostelijke richting een wissel, rechts in zuidelijke richting naar Diamant en links in noordelijke richting naar Astrid.
Achter de muur van het perron op niveau -3 richting open helling Frankrijklei bevinden zich twee kokers van een ongebruikte autotunnel tussen de Noorder- en Zuiderleien.
Op straat niveau is er een ingang op de Teniersplaats, op de zuidzijde van De Keyserlei, Op de Frankrijklei, en 4 in de Leysstraat, 2 aan elke zijde.
Op niveau -1 is er een open stationshal met toegangen tot de verschillende perrons, het straat niveau, een parkeergarage en een fietsenstalling.
Op niveau -2 bevinden zich de 90m lange Oost-West perrons. Het noordelijke perron richting Meir is op een bepaald punt bijna 30 meter breed, om de toegang mogelijk te maken tot de perrons op niveau -3. Het zuidelijke perron gaat richting Diamant en Astrid.
Op niveau -3 bevinden zich de 90m lange Noord-Zuid perrons, op een diepte van 15m. Het westelijke perron richting open helling Frankrijklei en het oostelijke richting Astrid.
Het station wordt bediend door volgende lijnen:
Op de Noord-Zuid perrons:
Lijn 10 Wijnegem - Schoonselhof
Op de Oost-West perrons:
Lijn 3 Merksem - Zwijndrecht
Lijn 5 Wijnegem - Linkeroever
Lijn 9 Silsburg - Linkeroever
Lijn 15 Boechout - Regatta

## Geschiedenis
Op 25 maart 1975 werd het eerste stuk Antwerpse premetro in gebruik genomen en konden tramlijnen 2 en 15 stoppen in de stations Opera, Meir en Groenplaats. In 1996 werd de noordelijke premetrotak geopend en stopte ook tramlijn 3 in Opera, tien jaar later gevolgd door tramlijn 5. Op 1 september 2012 werd tramlijn 2 hier door tramlijn 9 vervangen.
Het was de bedoeling dat dit station later zou omgebouwd worden naar een metrostation, maar die plannen werden in 1974 al verlaten.
Voor de renovatie was er ook een lokettenhal die even groot was als het plein erboven, gekenmerkt door een groot aantal steunpilaren. Langs de muren waren er kleine winkelruimten vrijgelaten, die niet gebruikt werden. In de lokettenhal bevond zich een kunstwerk in terracotta van de hand van May Claerhout. Bij de verbouwing van de Leien maakte het middendeel van de lokettenhal plaats voor een nieuwe autotunnel onder het verkeersluwe Operaplein. Het is vanaf dan niet meer mogelijk de leien ondergronds te kruisen langs de lokettenhal.
Op het perron richting Diamant/Astrid bevond zich vroeger het zenuwcentrum van de premetro, een grote controlekamer met bedieningspanelen en videoschermen, dat eind augustus 2015 verhuisde naar het nabijgelegen vroegere bureau van de NMVB op de Italiëlei.
Op 1 september 2016 ging het station Opera dicht om het te kunnen ombouwen tot een kruisstation: tramlijnen 3, 5, 9 en 15 reden er tijdens de duur van de werken gewoon door, zonder te stoppen.
Op 5 juni 2017 werden de tramlijnen 8 en 10 (die tot die datum beperkt waren tot premetrostation Astrid) verlengd langs het nog steeds gesloten station Opera en een op die dag geopende tramhelling richting Nationale Bank. Bij de heropening van het station, op 8 december 2019, werd lijn 8 echter beperkt tot station Astrid: op het onderste niveau van Opera stopt dus enkel lijn 10.

## Toekomst
Volgens plan 2021 (zie Nethervorming basisbereikbaarheid) zouden eind 2021 de vijf bovengenoemde tramlijnen vervangen worden door de premetrolijnen M3, M4, M7 en M9.
Bovengronds zou dan overgestapt kunnen worden op tramlijn M1. Er werd in maart 2021 besloten om dit plan enkele jaren uit te stellen tot er voldoende nieuwe trams geleverd zijn.